# Shoplifters of the world unite
Shoplifters of the world unite is een single van de Britse alternatieve rockgroep The Smiths. De single werd uitgebracht op 26 januari 1987 en verscheen later dat jaar op de verzamelalbums Louder than bombs en The world won't listen. De single bereikte de 12e plaats op de UK Singles Chart.

## Achtergrond
De titel Shoplifters of the world unite is gebaseerd op de marxistische leus "Proletariërs aller landen, verenigt u!", uit het Manifest van de Communistische Partij van Karl Marx. De tekst werd geschreven door zanger Morrissey, van wie het een van zijn favoriete nummers is. Hoewel het nummer enige controverse veroorzaakte over de vermeende verheerlijking van winkeldiefstal, zei Morrissey dat het nummer ging over "spirituele diefstal... dingen nemen en dan je eigen slaatje eruit slaan." Het nummer werd door gitarist Johnny Marr gecomponeerd en geproduceerd terwijl hij herstellende was van een auto-ongeluk.

## Nummers
Alle muziek en teksten zijn geschreven door Morrissey en Johnny Marr. 
| Nr. | Titel                          | Duur |
| --- | ------------------------------ | ---- |
| 1.  | Shoplifters of the world unite | 2:56 |
| 2.  | Half a person                  | 3:35 |

| Nr. | Titel                          | Duur |
| --- | ------------------------------ | ---- |
| 1.  | Shoplifters of the world unite | 2:56 |
| 2.  | London                         | 2:06 |
| 3.  | Half a person                  | 3:35 |

## Bezetting
- Morrissey - zang
- Johnny Marr - gitaar
- Andy Rourke - basgitaar
- Mike Joyce - drumstel